# Stefan Melentijević
Stefan Melentijević (serbisch-kyrillisch Стефан Мелентијевић; * 20. März 2004 in Herceg Novi) ist ein montenegrinisch-serbischer Fußballspieler.

## Karriere

### Verein
Melentijević begann seine Karriere beim FK Roter Stern Belgrad. Zur Saison 2019/20 wurde er an die Jugend des FK Grafičar Belgrad. Nach zwei Jahren bei Grafičar kehrte er zur Saison 2021/22 zu Roter Stern zurück. Zur Saison 2022/23 wechselte er zum Zweitligisten FK Radnički Belgrad. Für Radnički spielte er bis zur Winterpause 15 Mal in der Prva Liga.
Im Februar 2023 wechselte Melentijević nach Russland zum Erstligisten FK Chimki. Dort gab er im März 2023 gegen Zenit St. Petersburg sein Debüt in der Premjer-Liga. Bis zum Ende der Saison kam er zu acht Einsätzen im russischen Oberhaus, aus dem er mit Chimki aber abstieg. In der Perwenstwo FNL kam er nach dem Abstieg in der Saison 2023/24 zu fünf Einsätzen, mit Chimki schaffte er den direkten Wiederaufstieg.

### Nationalmannschaft
Der gebürtige Montenegriner Melentijević spielte 2019 zweimal für die serbische U-16-Auswahl. Im September 2024 gab er sein Debüt für Montenegros U-21-Mannschaft.